# Sistotrema octosporum
Sistotrema octosporum é uma espécie de fungo pertence à família Hydnaceae.